# Liste der Nummer-eins-Hits in den deutschen Dancecharts
In der Liste der Nummer-eins-Hits in den deutschen Dancecharts werden alle Singles aufgelistet, die in der jeweiligen Woche die Chartspitze der offiziellen deutschen Dancecharts erreicht haben.

## Datenbasis und Hinweise zur Interpretation der aufgeführten Statistiken
Die deutschen Dancecharts werden im Auftrag des Bundesverband Musikindustrie vom deutschen Marktforschungsunternehmen GfK Entertainment ermittelt. Sie erfassen Verkäufe von Bild- beziehungsweise Tonträgern, Downloads und Musikstreamings mit Dance als Endverbraucher. Es handelt sich hierbei um „Repertoire-Charts“, die das Marktsegment „Dance“ abbilden. Dabei bilden sie einen Auszug aus den regulären Single Top 100 ab, in denen Verkäufe unabhängig von jeglichen Repertoire-Segmenten erfasst werden. Eine parallele Platzierung eines Produktes sowohl in den Single Top 100 als auch in den Dance Top 20 ist daher nicht nur grundsätzlich möglich, sondern wird bei stark verkaufenden Produkten die Regel sein.
Die hier dargestellten Auswertungen der deutschen Danceharts beschreiben lediglich Interpreten, die sich besonders häufig oder besonders lange an der Spitze der Chartauswertung aufhielten. Daraus können jedoch keine Verkaufszahlen oder weitere kommerzielle Erfolge abgeleitet werden.

## Liste der Nummer-eins-Singles nach Jahr
Die nachfolgenden Listen beinhalten alle erfolgreichsten Titel der offiziellen deutschen Dancecharts seit dem 15. Mai 2015 mit den Informationen zu den Interpreten, dem Liedtitel, den Datumsangaben und der Verweildauer.
| 2015 | 2016 |
| --- | --- |
| - Felix Jaehn feat. Jasmine Thompson – Ain’t Nobody (Loves Me Better) - 7 Wochen (15. Mai – 2. Juli) - Lost Frequencies feat. Janieck Devy – Reality - 5 Wochen (3. Juli – 6. August) - Robin Schulz feat. Francesco Yates – Sugar - 14 Wochen (7. August – 12. November, insgesamt 16 Wochen) - Sigala – Easy Love - 1 Woche (13. November – 19. November) - Robin Schulz feat. Francesco Yates – Sugar - 2 Wochen (20. November – 3. Dezember, insgesamt 16 Wochen) - Robin Schulz feat. J.U.D.G.E. – Show Me Love - 6 Wochen (4. Dezember 2015 – 14. Januar 2016) | - Robin Schulz feat. J.U.D.G.E. – Show Me Love - 6 Wochen (4. Dezember 2015 – 14. Januar 2016) - Major Lazer feat. Nyla – Light It Up - 4 Wochen (15. Januar – 11. Februar) - Alan Walker feat. Iselin Solheim – Faded - 13 Wochen (12. Februar – 12. Mai) - Kungs vs. Cookin’ on 3 Burners – This Girl - 5 Wochen (13. Mai – 16. Juni, insgesamt 13 Wochen) - David Guetta feat. Zara Larsson – This One’s for You - 1 Woche (17. Juni – 23. Juni) - Kungs vs. Cookin’ on 3 Burners – This Girl - 8 Wochen (24. Juni – 18. August, insgesamt 13 Wochen) - DJ Snake feat. Justin Bieber – Let Me Love You - 8 Wochen (19. August – 13. Oktober) - The Chainsmokers feat. Halsey – Closer - 1 Woche (14. Oktober – 20. Oktober) - David Guetta, Cedric Gervais & Chris Willis – Would I Lie to You - 4 Wochen (21. Oktober – 17. November) - Clean Bandit feat. Anne-Marie & Sean Paul – Rockabye - 12 Wochen (18. November 2016 – 9. Februar 2017) |
| 2017 | 2018 |
| - Clean Bandit feat. Anne-Marie & Sean Paul – Rockabye - 12 Wochen (18. November 2016 – 9. Februar 2017) - The Chainsmokers feat. Emily Warren – Paris - 2 Wochen (10. Februar – 23. Februar) - Kygo feat. Selena Gomez – It Ain’t Me - 4 Wochen (24. Februar – 23. März) - Burak Yeter feat. Danelle Sandoval – Tuesday - 10 Wochen (24. März – 1. Juni) - Robin Schulz feat. James Blunt – OK - 9 Wochen (2. Juni – 3. August) - Axwell Λ Ingrosso feat. Kristoffer Fogelmark – More Than You Know - 17 Wochen (4. August – 30. November) - Kygo feat. Justin Jesso – Stargazing - 1 Woche (1. Dezember – 7. Dezember) - Ofenbach vs. Nick Waterhouse – Katchi - 9 Wochen (8. Dezember 2017 – 8. Februar 2018) | - Ofenbach vs. Nick Waterhouse – Katchi - 9 Wochen (8. Dezember 2017 – 8. Februar 2018) - Lost Frequencies feat. Zonderling – Crazy - 1 Woche (9. Februar – 15. Februar) - The Chainsmokers – Sick Boy - 2 Wochen (16. Februar – 1. März) - Rudimental feat. Jess Glynne, Dan Caplen & Macklemore – These Days - 8 Wochen (2. März – 26. April) - Dennis Lloyd – Nevermind - 1 Woche (27. April – 3. Mai, insgesamt 7 Wochen) - David Guetta & Sia – Flames - 1 Woche (4. Mai – 10. Mai) - Dennis Lloyd – Nevermind - 6 Wochen (11. Mai – 21. Juni, insgesamt 7 Wochen) - Clean Bandit feat. Demi Lovato – Solo - 3 Wochen (22. Juni – 12. Juli) - Dynoro & Gigi D’Agostino – In My Mind - 26 Wochen (13. Juli 2018 – 10. Januar 2019) |
| 2019 | |
| - Dynoro & Gigi D’Agostino – In My Mind - 26 Wochen (19. Juli 2018 – 10. Januar 2019) - Robin Schulz feat. Erika Sirola – Speechless - 4 Wochen (11. Januar – 7. Februar) - Calvin Harris & Rag ’n’ Bone Man – Giant - 10 Wochen (8. Februar – 17. April) - Avicii feat. Aloe Blacc – SOS - 9 Wochen (19. April – 20. Juni) - Meduza feat. Goodboys – Piece of Your Heart - 15 Wochen (21. Juni – 3. Oktober) - Vize feat. Laniia – Stars - 2 Wochen (4. Oktober – 17. Oktober) - Regard – Ride It - 15 Wochen (18. Oktober 2019 – 30. Januar 2020) | |

| 2020 | 2021 |
| --- | --- |
| - Regard – Ride It - 15 Wochen (18. Oktober 2019 – 30. Januar 2020) - Topic feat. A7s – Breaking Me - 9 Wochen (31. Januar – 2. April) - SAINt JHN / Imanbek – Roses (Imanbek Remix) - 12 Wochen (3. April – 25. Juni) - Vize & Tom Gregory – Never Let Me Down - 5 Wochen (26. Juni – 30. Juli) - Robin Schulz & Wes – Alane - 5 Wochen (31. Juli – 3. September) - LA Vision & Gigi D’Agostino – Hollywood - 1 Woche (4. September – 10. September) - Joel Corry feat. MNEK – Head & Heart - 6 Wochen (11. September – 22. Oktober, insgesamt 7 Wochen) - Vize feat. Joker Bra & Leony – Paradise - 3 Wochen (23. Oktober – 12. November) - Joel Corry feat. MNEK – Head & Heart - 1 Woche (13. November – 19. November, insgesamt 7 Wochen) - Master KG feat. Nomcebo Zikode & Burna Boy – Jerusalema - 8 Wochen (20. November 2020 – 14. Januar 2021) | - Master KG feat. Nomcebo Zikode & Burna Boy – Jerusalema - 8 Wochen (20. November 2020 – 14. Januar 2021) - Robin Schulz feat. Kiddo – All We Got - 1 Woche (15. Januar – 21. Januar) - Tiësto – The Business - 3 Wochen (22. Januar – 11. Februar) - Nathan Evans – Wellerman (Sea Shanty) - 22 Wochen (12. Februar – 15. Juli) - Shouse – Love Tonight - 11 Wochen (16. Juli – 30. September) - Lost Frequencies feat. Calum Scott – Where Are You Now - 7 Wochen (1. Oktober – 18. November, insgesamt 22 Wochen) - Acraze feat. Cherish – Do It to It - 11 Wochen (19. November 2021 – 3. Februar 2022) |
| 2022 | 2023 |
| - Acraze feat. Cherish – Do It to It - 11 Wochen (19. November 2021 – 3. Februar 2022) - Lost Frequencies feat. Calum Scott – Where Are You Now - 15 Wochen (4. Februar – 19. Mai, insgesamt 22 Wochen) - Tiësto & Ava Max – The Motto - 2 Wochen (20. Mai – 2. Juni) - Öwnboss & Sevek – Move Your Body - 4 Wochen (3. Juni – 30. Juni) - James Hype & Miggy Dela Rosa – Ferrari - 10 Wochen (1. Juli – 8. September) - David Guetta & Bebe Rexha – I’m Good (Blue) - 32 Wochen (9. September 2022 – 20. April 2023) | - David Guetta & Bebe Rexha – I’m Good (Blue) - 32 Wochen (9. September 2022 – 20. April 2023) - Tiësto – Lay Low - 1 Woche (21. April – 27. April) - Yung Yury – Tabu - 13 Wochen (28. April – 27. Juli) - Niklas Dee, Octavian & Luca-Dante Spadafora – Mädchen auf dem Pferd - 7 Wochen (28. Juli – 14. September) - Cassö feat. D-Block Europe & Raye – Prada - 18 Wochen (15. September 2023 – 18. Januar 2024) |
| 2024 | 2025 |
| - Cassö feat. D-Block Europe & Raye – Prada - 18 Wochen (15. September 2023 – 18. Januar 2024) - Bennett – Vois sur ton chemin (Techno Mix) - 8 Wochen (19. Januar – 14. März) - Cyril – Stumblin’ In - 7 Wochen (15. März – 2. Mai, insgesamt 19 Wochen) - Jaxomy, Agatino Romero & Raffaella Carrà – Pedro - 3 Wochen (3. Mai – 23. Mai, insgesamt 5 Wochen) - Cyril – Stumblin’ In - 1 Woche (24. Mai – 30. Mai, insgesamt 19 Wochen) - Jaxomy, Agatino Romero & Raffaella Carrà – Pedro - 2 Wochen (31. Mai – 13. Juni, insgesamt 5 Wochen) - Cyril – Stumblin’ In - 10 Wochen (14. Juni – 22. August, insgesamt 19 Wochen) - Adam Port & Stryv feat. Malachiii – Move - 4 Wochen (23. August – 19. September, insgesamt 5 Wochen) - Cyril – Stumblin’ In - 1 Woche (20. September – 26. September, insgesamt 19 Wochen) - Arash, Hugel & Topic feat. Daecolm – I Adore You - 3 Wochen (27. September – 17. Oktober, insgesamt … Wochen) - Adam Port & Stryv feat. Malachiii – Move - 1 Woche (18. Oktober – 24. Oktober, insgesamt 5 Wochen) - Arash, Hugel & Topic feat. Daecolm – I Adore You - 9 Wochen (25. Oktober – 26. Dezember, insgesamt … Wochen) - Leony & Vize – Merry Christmas Everyone - 1 Woche (27. Dezember 2024 – 2. Januar 2025) | - Leony & Vize – Merry Christmas Everyone - 1 Woche (27. Dezember 2024 – 2. Januar 2025) - Arash, Hugel & Topic feat. Daecolm – I Adore You - 2 Wochen (3. Januar – 16. Januar, insgesamt … Wochen) - Alphaville, David Guetta & Ava Max – Forever Young - 1 Woche (17. Januar – 23. Januar) - Tream & Mia Julia – Herzblatt (aua aua) - 1 Woche (24. Januar – 30. Januar, insgesamt 3 Wochen) - Arash, Hugel & Topic feat. Daecolm – I Adore You - 4 Wochen (31. Januar – 27. Februar, insgesamt … Wochen) - Tream & Mia Julia – Herzblatt (aua aua) - 2 Wochen (28. Februar – 13. März, insgesamt 3 Wochen) - Arash, Hugel & Topic feat. Daecolm – I Adore You - 9 Wochen (14. März – 15. Mai, insgesamt … Wochen) - Lavina & Ely Oaks – Borderline - 1 Woche (16. Mai – 22. Mai) - Arash, Hugel & Topic feat. Daecolm – I Adore You - 8 Wochen (23. Mai – 17. Juli, insgesamt … Wochen) - Tream – Drago Augustino - 1 Woche (18. Juli – 24. Juli) - Arash, Hugel & Topic feat. Daecolm – I Adore You - … Wochen (seit dem 25. Juli, insgesamt … Wochen) |

## Künstler mit den meisten Nummer-eins-Singles
Diese Liste beinhaltet alle Künstler nach Anzahl ihrer Nummer-eins-Singles absteigend, welche sich mit mindestens zwei Titeln an der Spitze der Dance Top 20 platzieren konnten, sowie eine detaillierte Auflistung aller Singles von Künstlern mit mindestens drei Nummer-eins-Erfolgen in chronologischer Reihenfolge. Bei gleicher Titelanzahl sind die Künstler alphabetisch aufgeführt.
- 6:  Robin Schulz
- 5:  David Guetta
- 4:  Vize
- 3:  The Chainsmokers,  Lost Frequencies und  Tiësto
- 2:  Ava Max,  Clean Bandit,  Gigi D’Agostino,  Kygo,  Leony,  Topic und  Tream

### Robin Schulz
| Jahr | Titel        | Verweildauer | Anmerkungen           |
| ---- | ------------ | ------------ | --------------------- |
| 2015 | Sugar        | 16 Wochen    | feat. Francesco Yates |
| 2015 | Show Me Love | 6 Wochen     | feat. J.U.D.G.E.      |
| 2017 | OK           | 9 Wochen     | feat. James Blunt     |
| 2019 | Speechless   | 4 Wochen     | feat. Erika Sirola    |
| 2020 | Alane        | 5 Wochen     | mit Wes               |
| 2021 | All We Got   | 1 Woche      | feat. Kiddo           |

### David Guetta
| Jahr | Titel              | Verweildauer | Anmerkungen                       |
| ---- | ------------------ | ------------ | --------------------------------- |
| 2016 | This One’s for You | 1 Woche      | feat. Zara Larsson                |
| 2016 | Would I Lie to You | 4 Wochen     | mit Cedric Gervais & Chris Willis |
| 2018 | Flames             | 1 Woche      | mit Sia                           |
| 2022 | I’m Good (Blue)    | 32 Wochen    | mit Bebe Rexha                    |
| 2025 | Forever Young      | 1 Woche      | mit Ava Max & Alphaville          |

### Vize
| Jahr | Titel                    | Verweildauer | Anmerkungen             |
| ---- | ------------------------ | ------------ | ----------------------- |
| 2019 | Stars                    | 2 Wochen     | feat. Laniia            |
| 2020 | Never Let Me Down        | 5 Wochen     | mit Tom Gregory         |
| 2020 | Paradise                 | 3 Wochen     | feat. Joker Bra & Leony |
| 2024 | Merry Christmas Everyone | 1 Woche      | mit Leony               |

### The Chainsmokers
| Jahr | Titel    | Verweildauer | Anmerkungen        |
| ---- | -------- | ------------ | ------------------ |
| 2016 | Closer   | 1 Woche      | feat. Halsey       |
| 2017 | Paris    | 2 Wochen     | feat. Emily Warren |
| 2018 | Sick Boy | 2 Wochen     |                    |

### Lost Frequencies
| Jahr | Titel             | Verweildauer | Anmerkungen        |
| ---- | ----------------- | ------------ | ------------------ |
| 2015 | Reality           | 5 Wochen     | feat. Janieck Devy |
| 2018 | Crazy             | 1 Woche      | mit Zonderling     |
| 2021 | Where Are You Now | 22 Wochen    | feat. Calum Scott  |

### Tiësto
| Jahr | Titel        | Verweildauer | Anmerkungen |
| ---- | ------------ | ------------ | ----------- |
| 2021 | The Business | 3 Wochen     |             |
| 2022 | The Motto    | 2 Wochen     | mit Ava Max |
| 2023 | Lay Low      | 1 Woche      |             |

## „Dauerbrenner“ nach Single
Diese Liste beinhaltet alle Singles – in chronologischer Reihenfolge nach ihrer Verweildauer absteigend – die mindestens zehn Wochen an der Chartspitze der Dance Top 20 standen:
| Jahr | Titel                  | Interpret                                    | Verweildauer |
| ---- | ---------------------- | -------------------------------------------- | ------------ |
| 2024 | I Adore You            | Arash, Hugel & Topic feat. Daecolm           | 37 Wochen    |
| 2022 | I’m Good (Blue)        | David Guetta feat. Bebe Rexha                | 32 Wochen    |
| 2018 | In My Mind             | Dynoro & Gigi D’Agostino                     | 26 Wochen    |
| 2021 | Wellerman (Sea Shanty) | Nathan Evans                                 | 22 Wochen    |
| 2021 | Where Are You Now      | Lost Frequencies feat. Calum Scott           | 22 Wochen    |
| 2024 | Stumblin’ In           | Cyril                                        | 19 Wochen    |
| 2023 | Prada                  | Cassö feat. D-Block Europe & Raye            | 18 Wochen    |
| 2017 | More Than You Know     | Axwell Λ Ingrosso feat. Kristoffer Fogelmark | 17 Wochen    |
| 2015 | Sugar                  | Robin Schulz feat. Francesco Yates           | 16 Wochen    |
| 2019 | Piece of Your Heart    | Meduza feat. Goodboys                        | 15 Wochen    |
| 2019 | Ride It                | Regard                                       | 15 Wochen    |
| 2016 | Faded                  | Alan Walker feat. Iselin Solheim             | 13 Wochen    |
| 2016 | This Girl              | Kungs vs. Cookin’ on 3 Burners               | 13 Wochen    |
| 2023 | Tabu                   | Yung Yury                                    | 13 Wochen    |
| 2016 | Rockabye               | Clean Bandit feat. Anne-Marie & Sean Paul    | 12 Wochen    |
| 2020 | Roses (Imanbek Remix)  | SAINt JHN / Imanbek                          | 12 Wochen    |
| 2021 | Love Tonight           | Shouse                                       | 11 Wochen    |
| 2021 | Do It to It            | Acraze feat. Cherish                         | 11 Wochen    |
| 2017 | Tuesday                | Burak Yeter feat. Danelle Sandoval           | 10 Wochen    |
| 2019 | Giant                  | Calvin Harris & Rag ’n’ Bone Man             | 10 Wochen    |
| 2022 | Ferrari                | James Hype & Miggy Dela Rosa                 | 10 Wochen    |

## „Dauerbrenner“ nach Künstler
Diese Liste beinhaltet alle Künstler – in chronologischer Reihenfolge nach Wochen absteigend – welche sich mindestens zehn Wochen an der Chartspitze halten konnten.
- 46:  Topic
- 41:  Robin Schulz
- 39:  David Guetta
- 37:   Arash,  Daecolm und  Hugel
- 32:  Bebe Rexha
- 28:  Gigi D’Agostino und  Lost Frequencies
- 26:  Dynoro
- 22:  Nathan Evans und  Calum Scott
- 19:  Cyril
- 18:  Cassö,  D-Block Europe und  Raye
- 17:  Axwell Λ Ingrosso und  Kristoffer Fogelmark
- 16:  Francesco Yates
- 15:  Clean Bandit,  Goodboys,  Meduza und  Regard
- 13:  Cookin’ on 3 Burners,  Kungs,  Iselin Solheim,   Alan Walker und  Yung Yury
- 12:  Anne-Marie,  Imanbek,  SAINt JHN und  Sean Paul
- 11:  Acraze,  Cherish,  Shouse und  Vize
- 10:  Calvin Harris,  James Hype,  Rag ’n’ Bone Man,  Miggy Dela Rosa,  Danelle Sandoval und  Burak Yeter

## Besonderheiten
Erster wiederkehrender Nummer-eins-Erfolg
- Robin Schulz feat.  Francesco Yates – Sugar (20. November 2015)

Meiste Rückkehrer an die Chartspitze
- Arash,  Hugel &  Topic feat.  Daecolm – I Adore You (27. September 2024  – 24. Juli 2025; 6 Mal)

Längste ununterbrochene Verweildauer an der Chartspitze
- David Guetta &  Bebe Rexha – I’m Good (Blue) (9. September 2022 – 20. April 2023; 32 Wochen)